# Çaparlı (Ağsu)
Çaparlı è un comune dell'Azerbaigian situato nel distretto di Ağsu. Conta una popolazione di 773 abitanti.